# Anderson Silva
Anderson da Silva (nascut el 14 d'abril de 1975) és un lluitador brasiler d'arts marcials mixtes que actualment competeix en la categoria de pes mitjà a Ultimate Fighting Championship. Silva ostenta el regnat més llarg en la història de l'organització (amb deu defenses de títol), i ha tingut la major ratxa de victòries en la història de UFC, amb 16.5 Tant el president de UFC, Dana White, com moltes altres publicacions han considerat a Silva com l'artista marcial mixt més gran de la historia.

## Començaments
Anderson Silva va néixer el 14 d'abril de 1975, sent un dels quatre fills que van tenir els seus padres. Fill d'una família afectada per la pobresa, va passar la major part de la seva infància amb la seva tia i el seu oncle, un oficial de policia de Curitiba (Brasil). Silva va començar a entrenar jiu-jitsu brasiler amb els nens del barri que podien permetre pagar les classes. Silva va explicar en una entrevista que «quan vaig començar a entrenar Jiu-Jitsu era realment un esport d'elit al Brasil, i havia una mica de prejudici cap als nens més pobres, així que vaig haver d'aprendre moltes coses pel meu compte ... Alguns dels meus veïns van començar a fer jujitsu, així que vaig començar a veure'ls, i després vaig començar a practicar amb ells. No era de forma organitzada, però era millor que res ». A l'edat de dotze anys la seva família va ser capaç de pagar els diners suficients perquè Silva comencés a entrenar tae kwon do, d'aquí va passar a la capoeira i finalment es va assentar al muay thai als setze anys. Abans de començar la seva carrera com a professional, Silva va treballar en McDonalds. Silva considera a Spider-man (d'aquí el seu sobrenom Spider) el seu heroi personal.

## Carrera
en arts marcials mixtes. Encara Silva és conegut principalment pel seu domini del muay thai, també és un cinturó negre de jiu - jitsu brasiler, un rang que va obtenir el 2006 de la mà d'Antonio Rodrigo Nogueira. Silva també té un cinturó negre en taekwondo (que va aconseguir a l'edat de divuit anys), 14 un cinturó negre en judo i una cinta groga en capoeira, 15 a part de ser un boxejador professional. Després de ser membre de la Xut Boxe Academy, Silva va marxar per formar el Muay Thai Dream Team. A finals de novembre de 2006, es va mudar al gimnàs Black House per formar part de l'equip d'entrenament al costat de Lyoto Machida, Vitor Belfort, Assuerio Silva, i els germans Nogueira.

## Inicis
Silva va barallar inicialment a la seva ciutat natal en la categoria de pes welter. D'acord amb Sherdog.com, Silva va fer el seu debut professional el 1997 amb un parell de victorias. Anderson va registrar la seva primera derrota el 2000 contra Luiz Azeredo per decisió. Després d'aquesta baralla, va tenir una ratxa de nou victòries consecutives, guanyant sis d'aquestes baralles per submissió o knockout técnico.3 Després de guanyar la seva primera baralla al Japó, barallaria pel Shooto Middleweight Champion contra el campió Hayato Sakurai el 26 d'agost del 2001. Silva va derrotar a Sakurai per decisió unànime després de tres rondes i es va convertir en el nou campió de pes mitjà i el primer home a derrotar a Sakurai, que s'havia mantingut invicte en les seves primeres 20 baralles.

## Retorn des de la seva lesió i escàndol per dopatge
Després de la greu lesió soferta al desembre de 2013, Silva va tornar a l'acció enfront de Nick Diaz el 31 de gener de 2015 a UFC 183.73 Silva va guanyar la baralla per decisió unànime. Pocs dies després de l'esdeveniment, es va revelar que Silva havia donat positiu per substàncies prohibides durant un examen mèdic anterior a l'esdeveniment. Silva va negar haver consumit aquestes substàncies i la contraprova la va passar exitósamente, però el 31 de gener, Silva va ser sotmès a 2 controls, un abans i un altre després de barallar. En tots dos va donar positiu per diverses substàncies, entre elles l'esteroide drostanolone del qual també va donar positiu en el control del dia 9 de gener. El dia 17 de febrer després d'una reunió i la corresponent votació del cas, la NAC (Comissió Atlètica de Nevada) va suspendre temporalment a Silva fins a tancar completament el cas. La resolució es va realitzar el 17 febrer 2015 suspenent a Silva juntament amb Nick Diaz i Héctor Lombard. El 13 d'agost de 2015, la NSAC va suspendre a Silva durant un any amb data del 31 de gener (dia del combat amb Nick Diaz), i una multa de 380.000 $.

## Vida privada
Silva té tres fills i dues filles amb la seva dona Dayane. Ha aparegut en la pel·lícula Never Surrender en l'any 2009. Un documental sobre Silva anomenat Like Water va ser llançat en 2011. En una entrevista a 2008 amb MMA Weekly, el representant de la Silva va declarar: «A Anderson li encantaria barallar contra Roy Jones Jr. en un combat de boxa per demostrar que els competidors d'arts marcials mixtes són tècnicament bons.» El president de UFC, Dana White, més tard va expressar que anava a usar el seu poder de veto per aturar la baralla i que no es dugués a terme a causa que es lesionaria fora de la gàbia. Silva, però, ha comentat: «Després que el meu contracte amb l'UFC hagi acabat, jo lluitaré amb Jones Jr. i la baralla ja ha estat autoritzada pel mateix Jones.» A l'abril de 2009, Jones va confirmar que encara està interessat en una baralla contra Silva: «Vaig a tractar de fer-ho realitat. Ell està dient que vol lluitar amb mi, per la qual cosa, d'acord, estic a punt per a la batussa. Anem. »Roy Jones Jr. va estar present en l'UFC 101. En una entrevista amb la cadena de televisió brasilera SporTV al setembre de 2008, Silva va dir que estava interessat a retirar-se l'any que (2009). No obstant això, el representant d'Anderson, Ed Soares i co-representant Gansen Nicholas, han explicat que Anderson estava obligat per contracte a barallar 06:00 baralles més (la seva sisena baralla contra Vitor Belfort) i que ho faria abans de retirar-se. Soares va dir a més que Silva voldria retirar-se quan tingui 35 anys. Després de tot Silva no es retirava i segons el seu representant, Ed Soares, va dir que ell no es retira després que el seu contracte hagi acabat el 2010 i vol seguir en la divisió de 185 lb defensant el seu títol.